# Chirocephalidae
Chirocephalidae là một họ giáp xác, đặc trưng bởi sự giảm hoặc thoái hóa hàm trên, hơn hai lông cứng trên.

## Chi
Nó bao gồm trong tám chi, bao gồm các chi trước đây đặt trong các họ Linderiellidae và Polyartemiidae:
- Artemiopsis G. O. Sars, 1897
- Branchinectella Daday de Dées, 1910
- Chirocephalus Prévost, 1820
- Dexteria Brtek, 1965
- Eubranchipus Verrill, 1870
- Linderiella Brtek, 1964
- Polyartemia Fischer, 1851
- Polyartemiella Daday de Dées, 1909